# Charles Rolls

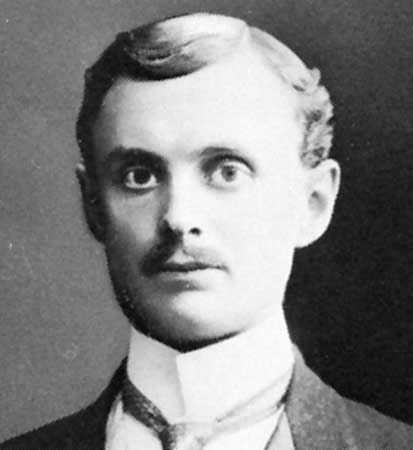
Charles Rolls

Hon. Charles Stewart Rolls (* 27. August 1877 in Berkeley Square, London; † 12. Juli 1910 in Bournemouth) war ein britischer Unternehmer, Flugpionier und Automobilrennfahrer und zusammen mit Frederick Henry Royce der Gründer des Automobil-Unternehmens Rolls-Royce.
C. S. Rolls war der dritte Sohn des John Rolls, 1. Baron Llangattock, aus dessen Ehe mit Georgiana Marcia Maclean, Tochter des Sir Charles Maclean, 9. Baronet. Er besuchte das Eton College und schloss sein Studium am Trinity College der Universität Cambridge als Master of Arts ab. Er interessierte sich seit seiner Jugend für Motoren. Rolls schloss sich mit Frederick Henry Royce zusammen und gründete 1904 die Automobilfabrik Rolls-Royce. Rolls war für das Geschäftliche, Royce war für die Technik zuständig.
Rolls wurde Fellow der Royal Geographical Society (FRGS) und der Royal Meteorological Society (FRMetS), sowie Mitglied der Institution of Civil Engineers (MICE).
Rolls war auch ein Flugpionier und erhielt als zweiter Brite vom Royal Aero Club eine Fluglizenz. Am 26. Dezember 1908 demonstrierte er die Möglichkeiten der Ballonfahrt. Er startete mit dem Ballon Mercury mit weiteren vier Personen (darunter auch seine Mutter) in Monmouth und landete auf dem Rasen vor seinem Elternhaus; nach dem Essen stieg er wieder auf. Nach dem Überqueren eines Gebirgszugs landete er in Blaenavon. Bei der Landung waren sämtliche Taue am Ballon gefroren. Am 2. Juni 1910 überflog Rolls den Ärmelkanal als Erster nonstop „hin und zurück“. Sechs Wochen später starb Rolls bei einem Flugunfall über Bournemouth.

## Der Absturz

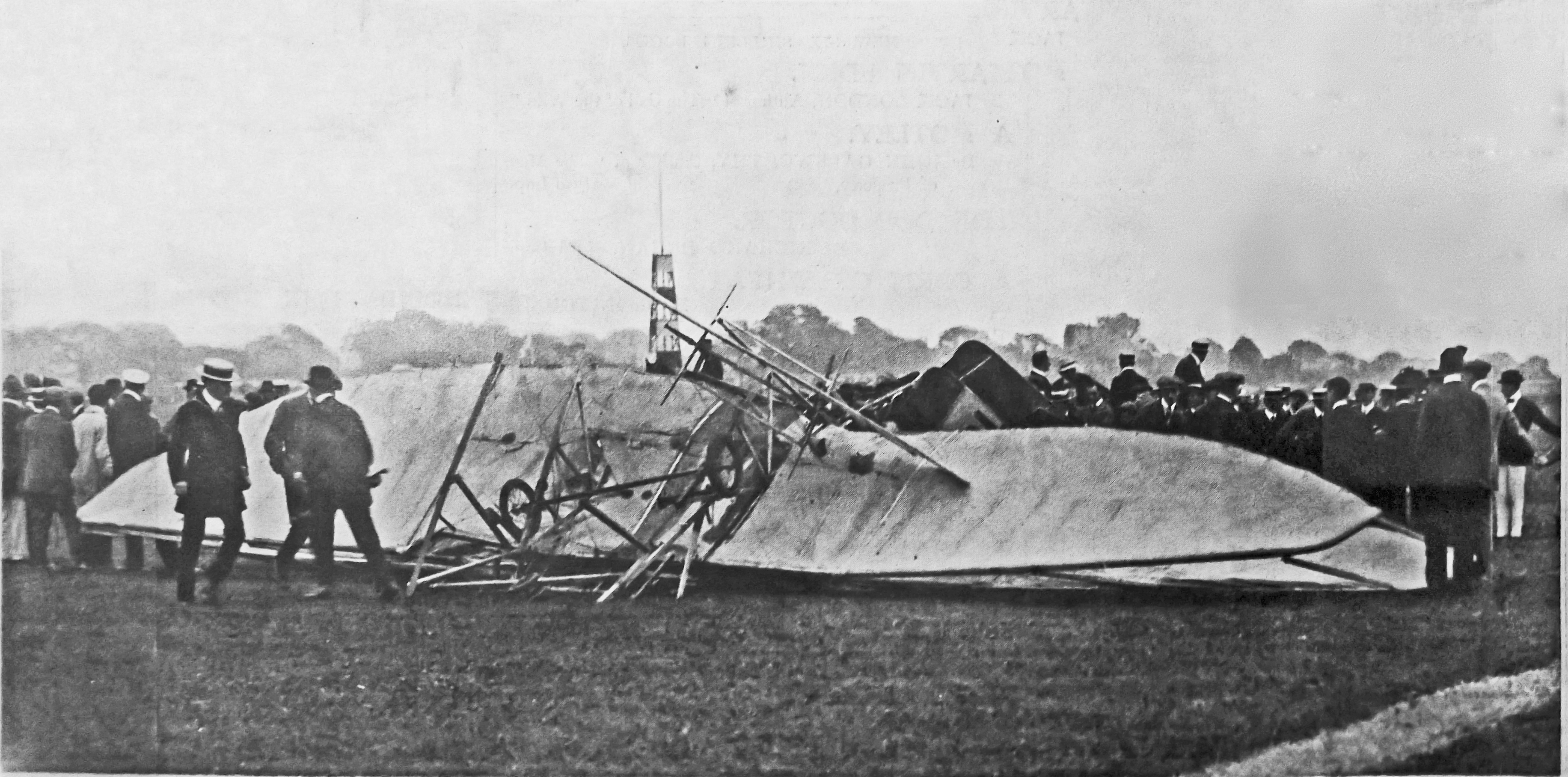
Bild der abgestürzten Maschine in The Illustrated London News (veröffentlicht am 16. Juli 1910)

Charles Rolls

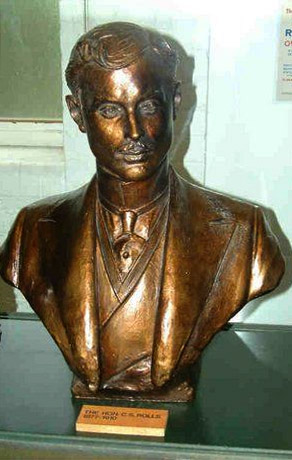
Bronzebüste von Charles Stewart Rolls im Industriemuseum von Derby

Rolls Flugzeug (ein von Short in Lizenz gebautes Wright Model A) stürzte ab, als sein hinterer Teil abbrach. Rolls war der elfte Pilot, der bei einem Flugzeugunfall starb, und der erste Brite.
Die London Times beschrieb in ihrer Ausgabe vom 13. Juli 1910 den Absturz von C. S. Rolls bei einem Präzisionsflugwettbewerb am Stadtrand von Bournemouth sehr detailliert. Rolls war bereits am Morgen mit seinem Doppeldecker eine Wettbewerbsrunde geflogen, landete dabei aber mit 24 Meter Abstand deutlich weiter vom Ziel als ein Konkurrent (13 Meter). Um 12:25 Uhr hob Rolls erneut ab:

„Die Maschine war etwa 50 Fuß [ca. 15 Meter] über dem Boden, als die linke Seite des Hecks zusammen mit dem linken Teil des Ruders abbrach. Sofort war das Geräusch von splitterndem Holz zu hören. Tausende Zuschauer sahen, was passiert war, und die Stille des Schreckens breitete sich über die Menge aus, als die Maschine scharf gen Boden und zurück drehte, nun also auf dem Rücken flog. In dieser Stellung traf der Doppeldecker aus einer Höhe von 30 bis 40 Fuß den Boden. Der Absturz war entsetzlich und wurde direkt von einem lauten Geräusch abgelöst – der Explosion des Motors. Es war sofort klar, wenn Mr. Rolls nicht sofort tot war, musste er sich schwerste Verletzungen zugezogen haben. Die ersten, die die Unfallstelle erreichten, fanden Mr. Rolls neben der Maschine liegen. Er hatte sich anscheinend keine schweren Schnittwunden zugezogen. Als man ihn hochhob, um ihn auf ein Brett zu legen, schien es so, als hätte er sich kurz bewegt. Also begann man mit Wiederbelebungsversuchen. Als Dr. Hardy kam, wurde ihm Äther verabreicht. Das war jedoch eine vergebene Hoffnung. Der Arzt meinte, der Tod sei wohl durch die Quetschungen direkt beim Aufprall eingetreten. Das Signal ertönte, der Wettbewerb wurde nicht fortgesetzt.“